# Ginevra Zanetti
Ginevra Zanetti (Milano, 17 febbraio 1906 – Brescia, 20 ottobre 1991) è stata una storica italiana.

## Biografia
Laureata in Giurisprudenza presso la giovane Università degli Studi di Milano nel 1928, nel novembre del 1935 conseguì la libera docenza di Storia del diritto italiano presentando lo studio Dalla genesi del consolato fino all’inizio del periodo podestarile (già pubblicato in Archivio storico lombardo, Milano, 1933-1934). Nell'anno accademico 1936-37 fu chiamata all’Università di Sassari alla cattedra di diritto ecclesiastico che mantenne fino al 1952-53. Nel periodo della seconda guerra mondiale fu anche insegnante supplente di diritto costituzionale in sostituzione degli insegnanti impegnati al fronte. 
Dal 1959, sempre a Sassari, fu insegnante di storia del diritto italiano e di istituzioni giuridiche ed economiche della Sardegna.
Durante l'attività universitaria in Sardegna la Zanetti pubblicò saggi e articoli sulla storia delle maggiori abbazie benedettine  cassinensi, vallombrosane, camaldolesi e cistercensi, anche valorizzando il patrimonio artistico isolano e promuovendo presso le autorità amministrative sarde i provvedimenti necessari per salvare dall’incuria e dalla profanazione l’Abbazia di Tergu, primaria dell’Ordine Cassinese, l’Abbazia di Plaiano primaria dell’Ordine Vallombrosano e la cattedrale di Bisarcio.
Curò inoltre l'edizione critica delle Quaestiones de iuris subtilitatibus (1958), poi adottata come testo nelle principali università italiane. 
Nel 1963, in occasione del Quadricentenario della nascita dell’Università e su incarico dell’Ateneo, pubblicava una Breve Storia dell’Università di Sassari. Nel 1982 pubblicò nella Collana della Facoltà di Giurisprudenza del Profilo storico dell’Università di Sassari in cui, una storia dell’Ateneo turritano dalle origini sino alla restaurazione del 1765. 
Nella sua carriera la Zanetti pubblicò oltre 67 studi tra monografie e contributi sia di storia del diritto italiano che di storia giuridica, economica ed ecclesiastica della Sardegna; l'allora Presidente della Repubblica Sandro Pertini la insignì dell’onorificenza di Commendatore al merito della Repubblica italiana. Il Comune di Sassari ha intitolato alla studiosa la Via Ginevra Zanetti.

## Pubblicazioni
- Una menzione dei consoli di Milano e dei primores civitatis nell'anno 1081, in Archivio Storico Lombardo : Giornale della società storica lombarda, Anno 58, 30 giugno, fasc. 1-2, serie 6, Milano, 1931.
- Il Comune di Milano dalla genesi del consolato fino all'inizio del Comune podestarile, in Archivio Storico Lombardo : Giornale della società storica lombarda, Milano, 1933, 1934, 1935.
- Fontane sacre adibite a riti antichissimi ed a procedimenti giudiziari basati sull'idromanzia, in Archivio Storico Lombardo : Giornale della società storica lombarda, Anno 100, 31 dicembre, fasc. 1-3, serie 9, vol. 10, Milano, Libreria editrice G. Brigola, 1973.